# Christian Maggio
Christian Maggio (ur. 11 lutego 1982 w Montecchio Maggiore) – włoski piłkarz, który występował na pozycji prawego obrońcy lub prawego pomocnika. 
Srebrny medalista Mistrzostw Europy w 2012 roku oraz Uczestnik Mistrzostw Świata w 2010 roku. Większość swojej kariery spędził we włoskim SSC Napoli.

## Kariera klubowa
Christian Maggio zawodową karierę rozpoczynał w 2000 roku w klubie Vicenza Calcio. W Serie A po raz pierwszy zagrał 1 października tego samego roku w przegranym 2:0 meczu przeciwko Milanowi. W debiutanckim sezonie w barwach Vicenzy Maggio rozegrał tylko 6 ligowych spotkań, a jego drużyna spadła do drugiej ligi. W Serie B włoski zawodnik występował już znacznie częściej i łącznie zagrał w 27 meczach, jednak w sezonie 2002/2003 na boisku pojawił się tylko 5 razy.
Latem 2003 roku Maggio trafił do Fiorentiny. Od razu wywalczył sobie miejsce w podstawowej jedenastce, lecz stracił je po awansie „Fioletowych” do Serie A. W drugiej części sezonu 2005/2006 Maggio został wypożyczony do Treviso, w barwach którego wystąpił w jedenastu pojedynkach. Kolejne rozgrywki Włoch rozpoczął jako zawodnik Sampdorii. W pierwszym sezonie w ekipie „Blucerchiati” rozegrał 31 spotkań i zdobył 2 bramki. W rozgrywkach 2007/2008 Maggio strzelił osiem goli w Serie A i obok Antonio Cassano oraz Claudio Bellucciego był najlepszym strzelcem swojego zespołu. Sampdoria była posiadaczem połowy praw do karty Maggio, druga połowa była natomiast własnością Fiorentiny.
11 czerwca 2008 roku włoski zawodnik podpisał kontrakt z SSC Napoli. „Azzuri” zapłacili za niego 8 milionów euro. 31 sierpnia 2008 roku zadebiutował w meczu ligowym Napoli przeciwko AS Roma. 14 września w meczu z ACF Fiorentina zdobył pierwszą bramkę. Udany sezon zastopowała kontuzja prawego kolana, której doznał 8 marca 2008 roku w meczu ligowym z SS Lazio. Wyeliminowała go ona z gry do końca sezonu. Łącznie w sezonie 2008/2009 Maggio wystąpił w 23 ligowych pojedynkach i zdobył 4 gole.
W sezonie 2010/2011 Maggio zadebiutował w rozgrywkach Ligi Europy UEFA. Natomiast Napoli z jego wydatną pomocą zajęło miejsce dające prawo gry w Lidze Mistrzów w kolejnym sezonie. W Lidze Mistrzów debiut przypadł na dzień 14 września 2011 w meczu przeciwko Manchester City F.C. Maggio zaliczył w nim asystę po tym jak przejął podanie Garteha Barryego i wyprowadził kontratak, oddając piłkę Cavaniemu, a ten zdobył bramkę.
3 stycznia 2012 roku przedłużył kontrakt z Napoli, który od teraz obowiązywał do końca sezonu 2014/2015. Trzy tygodnie później na gali Włoskiego Związku Piłkarzy został wybrany do jedenastki roku Serie A. 7 października 2012 roku po tym jak z boiska zszedł Marek Hamsik, po raz pierwszy założył kapitańską opaskę.
W styczniu 2013 roku po raz drugi z rzędu znalazł się w jedenastce sezonu Serie A. Na początku 2014 roku stracił dużo czasu ze względu na rekonwalescencje po zabiegu kolana, a następnie ze względu na problemy z płucami. W maju tego roku wystąpił w finałowym meczu Pucharu Włoch w którym Napoli pokonało Fiorentinę.
W rewanżowym meczu półfinałowym Ligi Europy przeciwko Dnipro Dniepropietrowsk po raz 260 wystąpił w barwach Napoli, czym pobił osiągnięcie Diego Maradony. Również był to mecz numer 40 w europejskich pucharach, czym awansował na drugie miejsce w historii klubu. Wraz z przyjściem do klubu trenera Sarriego Maggio stracił miejsce na prawej obronie kosztem Elseid Hysaj. 19 grudnia 2017 roku w trakcie pucharowego meczu z Udinese Calcio wystąpił w barwach Napoli po raz 300. Po zakończeniu sezonu 2017/2018 jego kontrakt z Napoli wygasł i piłkarz odszedł z klubu. W meczu ostatniej kolejki sezonu przeciwko FC Crotone on i jego kolega z drużyny Pepe Reina zostali pożegnani przez fanów.
6 lipca 2018 roku został nowym piłkarzem Benevento Calcio. Od razu dostał opaskę kapitana drużyny. W sezonie 2019/2020 wywalczył ze swoją drużyną awans do Serie A, do której powrócił po dwóch latach nieobecności.
1 lutego 2021 roku trafił do włoskiego US Lecce. 1 lipca tego samego roku rozwiązał kontrakt z klubem. 21 lutego 2022 roku trafił do trzecioligowego LR Vicente. 
1 lipca 2022 roku zakończył piłkarską karierę.

## Kariera reprezentacyjna
Maggio ma za sobą występy w młodzieżowych reprezentacjach Włoch, dla których łącznie rozegrał 31 meczów i strzelił 4 bramki. Do dorosłej kadry po raz pierwszy został powołany 5 października 2008 roku na spotkania przeciwko Bułgarii i Czarnogórze, jednak w żadnym z tych pojedynków ostatecznie nie wystąpił. Debiut w zespole narodowym zaliczył 19 listopada w zremisowanym 1:1 towarzyskim meczu z Grecją, kiedy to w 61. minucie zmienił Mauro Camoranesiego.
Na Mistrzostwach Europy w 2012 r. wraz z reprezentacją Włoch zajął drugie miejsce.

## Sukcesy

### SSC Napoli
- Puchar Włoch: 2011/12, 2013/14
- Superpuchar Włoch: 2014/15
- Uczestnik Ligi Mistrzów: 2011/12, 2013/14, 2016/17, 2017/18
- Uczestnik Ligi Europy: 2010/11, 2012/13, 2013/14, 2014/15, 2015/16, 2017/18

### Benevento Calcio
- Serie B: 2019/20

### Reprezentacja Włoch
- Uczestnik Mistrzostw Świata: 2010
- Uczestnik Mistrzostw Europy: 2012
- Brązowy medalista Pucharu Konfederacji: 2013